# 脇裕司
脇 裕司（わき ゆうじ、1949年8月23日 - ）は、かつて日本サッカーリーグに所属した日本のサッカー選手。現役時代のポジションはDF（攻撃的リベロ）。

## 来歴
修道高校を卒業後、早稲田大学法学部へ進学。卒業後、JSL1部の藤和不動産サッカー部に入部。フジタ工業サッカー部となって2年目の1977年度は、日本リーグと天皇杯の2冠制覇（ともに初優勝）にキャプテンとして大きく貢献した。監督の石井義信の下、MFからリベロに起用されてJSL史上最高の得点力（1試合平均3.56点）の一翼を担い、同年のJSLベストイレブンに選出されている。しかし、チーム黄金期の1978年限りで現役を引退した。
引退後はフジタ工業で勤務する。1987年、コダック・オールスターサッカーの前座では、JSL・OBチームの一員として出場し、明石家さんま、木梨憲武、清水圭らのザ・ミイラと対戦している。
1993年、フジタサッカークラブがJリーグ正会員加盟。Jリーグ開幕より1年遅れてJリーグ昇格が決定した。チーム名をベルマーレ平塚に改称し、社名を株式会社ベルマーレ平塚に変更。その際、元サッカー選手としてベルマーレ平塚へ出向となる。
1998年11月、フジタ工業が平塚からの撤退を発表したことで、脇も出向が終わることとなる。しかしながら、その後も代表で海外遠征や、静岡県代表等でサッカーを続けている。

## 所属クラブ
- 修道高等学校
- 藤和不動産/フジタ工業サッカー部（1972年 - 1978年）

## 個人成績
| 国内大会個人成績 | 国内大会個人成績 | 国内大会個人成績 | 国内大会個人成績 | 国内大会個人成績 | 国内大会個人成績 | 国内大会個人成績 | 国内大会個人成績 | 国内大会個人成績 | 国内大会個人成績 | 国内大会個人成績 | 国内大会個人成績 |
| 年度             | クラブ           | 背番号           | リーグ           | リーグ戦         | リーグ戦         | リーグ杯         | リーグ杯         | オープン杯       | オープン杯       | 期間通算         | 期間通算         |
| 年度             | クラブ           | 背番号           | リーグ           | 出場             | 得点             | 出場             | 得点             | 出場             | 得点             | 出場             | 得点             |
| 日本             | 日本             | 日本             | 日本             | リーグ戦         | リーグ戦         | JSL杯            | JSL杯            | 天皇杯           | 天皇杯           | 期間通算         | 期間通算         |
| ---------------- | ---------------- | ---------------- | ---------------- | ---------------- | ---------------- | ---------------- | ---------------- | ---------------- | ---------------- | ---------------- | ---------------- |
| 1972             | 藤和             | 23               | JSL1部           |                  |                  | -                | -                |                  |                  |                  |                  |
| 1973             | 藤和             | 9                | JSL1部           |                  |                  |                  |                  |                  |                  |                  |                  |
| 1974             | 藤和             | 4                | JSL1部           |                  |                  | -                | -                |                  |                  |                  |                  |
| 1975             | 藤和             | 4                | JSL1部           |                  |                  | -                | -                |                  |                  |                  |                  |
| 1976             | フジタ           | 4                | JSL1部           |                  |                  |                  |                  |                  |                  |                  |                  |
| 1977             | フジタ           | 4                | JSL1部           |                  | 3                |                  |                  |                  |                  |                  |                  |
| 1978             | フジタ           | 4                | JSL1部           | 17               |                  |                  |                  |                  |                  |                  |                  |
| 通算             | 日本             | 日本             | JSL1部           | 116              |                  |                  |                  |                  |                  |                  |                  |
| 総通算           | 総通算           | 総通算           | 総通算           | 116              |                  |                  |                  |                  |                  |                  |                  |